# Friedrich Gisbert Wilhelm von Romberg

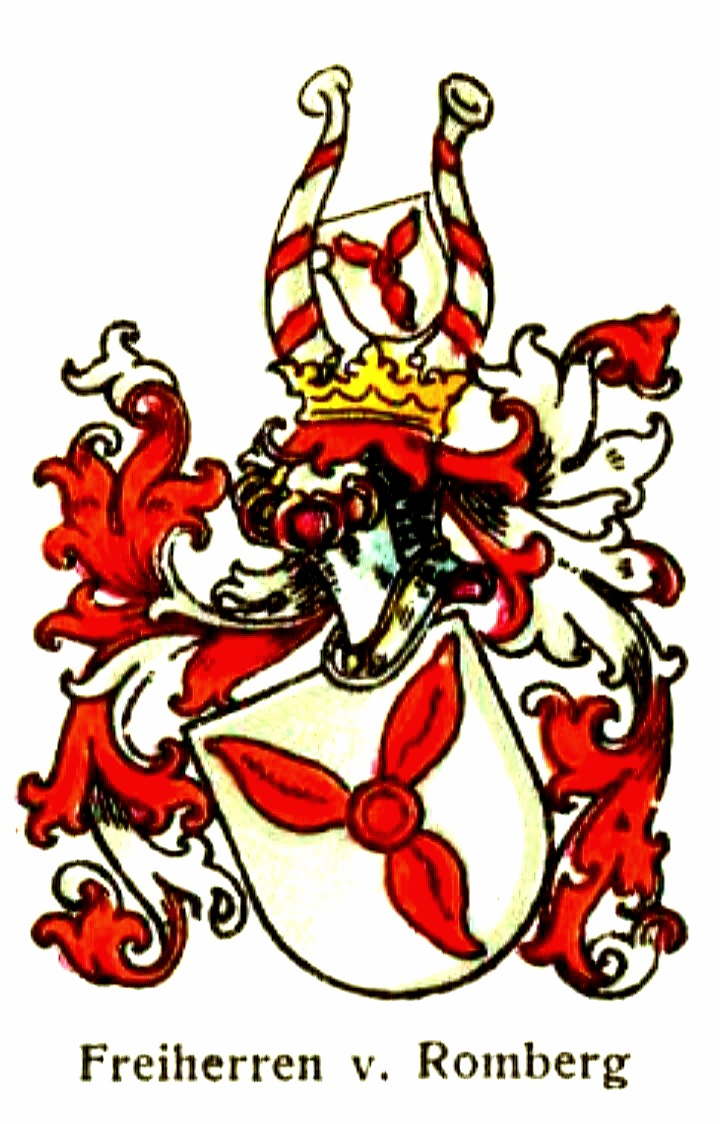
Bild des Familienwappen von Romberg

Friedrich Gisbert Wilhelm Freiherr von Romberg (* 17. Juli 1729 auf Schloss Brünninghausen; † 21. Mai 1809 in Berlin) war ein preußischer Generalleutnant, der als Gouverneur von Stettin die Stadt und Festung 1806 kampflos an französische Truppen übergab, wofür er zu lebenslanger Festungshaft verurteilt wurde.

## Leben

### Herkunft
Er wurde 1729 als Mitglied der westfälischen Adelsfamilie Romberg auf Schloss Brünninghausen, dem Stammsitz der Familie, geboren. Seine Eltern waren Conrad Stefan von Romberg (1691–1755) und dessen Ehefrau Maria Christine, geborene von Bottlenberg genannt Kessel zu Caspersbroich (1700–1771). Sein Vater war Herr auf Brünninghausen, Bladenhorst, Kolvenburg und Dönhoff, Drost von Hörde und Lünen sowie Direktor der Ritterschaft in der Mark.

### Militärkarriere
1746 trat er als Gefreitenkorporal in das Infanterieregiment „Graf Wied“ der Preußischen Armee ein. Während des Siebenjährigen Krieges wurde er in der Schlacht bei Kolin 1757 schwer verwundet.
1773 wurde er als Nachfolger von Christoph Siegmund von Wallenrodt († nach 1778) Kommandeur des III. Stehenden Grenadier-Bataillons. 1774 wurde ihm der Orden Pour le Mérite verliehen. 1780 wurde er Kommandeur des Infanterieregiments „von Wolffersdorff“ unter dem Chef Karl Friedrich von Wolffersdorff; im gleichen Jahr wurde er zum Oberst befördert, 1787 dann zum Generalmajor. 
1788 wurde er Chef des Infanterieregiments „von der Marwitz“ und erhielt 1792 den Roten Adlerorden. Nach einer weiteren Beförderung zum Generalleutnant im Jahre 1794 wurde er schließlich 1799 zum Gouverneur von Stettin, der Hauptstadt der preußischen Provinz Pommern, ernannt. Diese Position war als ruhige Versorgungsstellung für den verdienten General gedacht. Das diesbezügliche an Romberg gerichtete Schreiben König Friedrich Wilhelms II. beginnt mit dem Satz: „Da es Euch bei Abnahme Eurer Kräfte unstreitig angenehm sein wird, in ein ruhigeres Verhältnis zu kommen, so will ich Euch hierdurch das vakante Gouvernment zu Stettin ... verleihen.“
Im Jahre 1806 wurde in Europa der Vierte Koalitionskrieg gegen Napoleon geführt. Am 14. Oktober 1806 schlugen die französischen Truppen die Preußische Armee in der Schlacht bei Jena und Auerstedt. Am 28. Oktober 1806 kam es zur Kapitulation von Prenzlau, südwestlich von Stettin, in der eine preußische Armee unter Fürst Hohenlohe fast kampflos vor den französischen Truppen kapitulierte. Als daraufhin am Folgetag französische Truppen vor Stettin auftauchten und die Übergabe der befestigten Stadt verlangten, entschied sich Romberg für die kampflose Übergabe. Sie erfolgte am 30. Oktober 1806 an den französischen Kavalleriegeneral Lasalle, der mit lediglich zwei Husarenregimentern vor der Festung erschienen war. Zuvor hatte sich in einem Kriegsrat kein Offizier entschieden gegen die Übergabe ausgesprochen. Die zwei Romberg unterstellten Generale, nämlich Generalmajor Kurd Gottlob von Knobelsdorff als Kommandant der Festung und Generalmajor Bonaventura von Rauch als Vizekommandant und Kommandant des Forts Preußen, hatten der Übergabe zugestimmt. 
Die kampflose Übergabe Stettins reiht sich ein in die Übergabe anderer preußischer Festungen, als sich die Preußische Armee nach der verlorenen Schlacht bei Jena und Auerstedt in weitgehender Auflösung befand. Romberg wurde im März 1809 für die kampflose Übergabe durch ein preußisches Kriegsgericht zu lebenslanger Festungshaft verurteilt. Mit seinem „Ortelsburger Publicandum“ vom 1. Dezember 1806 hatte König Friedrich Wilhelm III. auf eine drakonische Bestrafung aller Generäle und Stabsoffiziere hingewirkt, die zu einer ähnlichen Entscheidung wie Romberg gefunden hatten. 
Wegen seines schlechten Gesundheitszustands musste Romberg seine Haftstrafe nicht antreten; er starb am 21. Mai 1809 in Berlin.

### Familie
Romberg heiratete 1780 Eleonore von Krosigk (1760–1829), Tochter des braunschweigischen Oberhauptmanns und anhaltischen Landtags-Unterdirektors Anton Friedrich von Krosigk und dessen Ehefrau Helene Ehrengard, geborene von Alvensleben. 
Das Ehepaar hatte mehrere Kinder, darunter:
- Alexander Wilhelm Heinrich Conrad Anton (1783–1833), preußischer Oberst a. D. und Kommandeur des 2. Westfälischen Husaren-Regiments Nr. 11, Herr auf Camin[3] ⚭ Constantina Amalie Gräfin Dönhoff (1798–1879), Herrin auf Camin.
- Wilhelm Gisbert Konrad Ludwig Philipp Ferdinand (1788–1856) ⚭ 1811 Eleonore Caroline Frederike Amalie Gräfin von Wangenheim (1794–1872), Eltern von Max von Romberg, Fideikommissherr auf Gerdauen und Mitglied des Reichstags